# Marinella
Marinella, gr. Μαρινέλλα (ur. 19 maja 1938 w Salonikach) – jedna z najbardziej znanych i popularnych piosenkarek greckich. Od początku swojej kariery wydała 66 albumów.

## Młodość i początki kariery
Urodziła się jako Kyriaki Papadopoulou (gr. Κυριακή Παπαδοπούλου) w Salonikach w północnej Grecji. Jej rodzice byli greckimi uchodźcami z Konstantynopola (obecny Stambuł). Jest czwartym i ostatnim dzieckiem z dużej rodziny, która mimo swej biedy, była bogata w miłość i żyłę artystyczną. Gromadzili się przy gramofonie i śpiewali razem, podczas gdy jej ojciec próbował uczyć dzieci kroków walca i tanga. Przez cztery lata śpiewała w audycji radiowej „Pediki Ora”. Później robiła reklamy dla sklepów „Melka” w Salonikach oraz brała udział w wielu spektaklach teatru dla dzieci.

## Edukacja i kariera objazdowa
W wieku 15 lat zrezygnowała z rozpoczynającej się kariery, aby ukończyć szkołę. W 17 roku życia jej pasja teatrem zmusiła ją do wstąpienia w szeregi grupy artystycznej Mary Laurent jako „mpoulouki”. Kiedy główny wokalista zachorował i trzeba było wybrać wokalistę zastępującego, wybór padł na Kyriaki. Siedemnastolatka stała się główną wokalistką trupy. W późniejszym czasie pracowała w teatrze wojskowym. W tym samym czasie rozpoczęła swoją karierę jako piosenkarka w centrum „Panorama” w Salonikach, gdzie zainspirowany jej piosenką Tolis Harmas nadał jej pseudonim „Marinella”.

## Pierwsze utwory i współpraca ze Steliosem
Swój pierwszy utwór wydała w 1957 roku pt. Νίτσα Ελενίτσα (Nitsa Elenitsa „Mała Helenka”). Jej wczesną karierę ukształtowała współpraca ze Steliosem Kazantzidisem. Do dzisiaj są znani w Grecji, jako najbardziej utalentowany duet muzyczny w historii. Zaczynała występować w klubie wieczorowym „Luxembourg” w Salonikach, gdzie odnieśli sukces, a później przenieśli się do Aten, również osiągając sukces. Razem ze Steliosem, śpiewali z wieloma sławnymi, greckimi wykonawcami takimi jak: Mikis Theodorakis, Manos Chatzidakis, Vassilis Tsitsanis, Jorgos Mitsakis, Jorgos Zambetas, Apostolos Kaldaras, Theodoros Derveniotis, Stavros Xarchakos, Christos Leontis, którzy są uważani za najlepszych artystów swojej epoki.

## Życie prywatne
7 maja 1964 roku Marinella wyszła za mąż za Steliosa, następnie udali się w trasę, koncertując między innymi w USA i Niemczech. Rozwiedli się dwa lata później we wrześniu. Po tym Marinella rozpoczęła karierę solową i powtórnie wyszła za mąż w 1974 roku, tym razem za Tolisa Voskopoulosa. Drugie małżeństwo też zakończyło się rozwodem, trwało niecałe 5 lat.

## Kariera międzynarodowa
W październiku 1970 brała udział w piątym Międzynarodowym Festiwalu Piosenki Popularnej. Wystąpiła w części międzynarodowej odbywającej się w Rio de Janeiro z piosenką Κυρά Γιώργαινα (Kyra Giorgaina „Żona Jerzego”), zajmując 4 miejsce spośród 38 krajów startujących w festiwalu. Natomiast 24 października tego samego roku, w czasopiśmie Billboard, pojawił się wpis reprezentujący jej występ: „Marinella z Grecji, znana przez ateńską publiczność, jej piosenki wnoszą zachwyt, a głos ciepło słońca”.
Kyriaki jako pierwsza piosenkarka narodowości greckiej wzięła udział w Międzynarodowym Festiwalu MIDEM (Marché International du Disque et de l’Edition Musicale) w Cannes (1973), a także w Konkursie Piosenki Eurowizji z 1974 roku zdobywając 11 miejsce piosenką Κρασι θαλασσα και το αγορι μου [Krasi, thalassa kai to agori mou] „Wino, morze i mój chłopak”. Marinella występowała także w wielu greckich musicalach, zarówno jako piosenkarka i aktorka. Jej największa popularność przypada na lata 60., 70. i 80., które to były dla niej ciągiem udanych występów i albumów; do dziś cieszą się dużym uznaniem.

## Pozytywne zmiany i uniwersalność
Kunszt Marinelli doceniany jest na wszystkich jej poziomach. Swoimi występami wprowadziła nowe standardy dotyczące pokazów i imprez organizowanych w greckich klubach wieczorowych: stroje, tańce, specjalne efekty dźwiękowe i świetlne. Wielu spośród dzisiejszych, sławnych greckich wykonawców wzoruje się na jej występach z lat 80.

## Wielki powrót na scenę, albumy, koncerty
27 kwietnia 1998 Kyriaki wystąpiła w Ateńskiej Hali Koncertowej. Stawiając głównie na starsze utwory, odniosła ogromny sukces. 1 października 1999 na Stadionie Olimpijskim w Atenach zgromadziła ponad 25 000 widzów.
W listopadzie 2002 roku współpracowała z Jorgosem Dalarasem. Występowali w Atenach i Salonikach, a także za granicą. Trasa koncertowa nosiła tytuł Μαζί (Mazi „Razem”), a wydany z tych występów album osiągnął status platynowej płyty. 10 kwietnia 2003 New York Times napisał o Marinelli, że „jej głos był tak wspaniały i silny. Ona miała w sobie coś z aktorki, gdy tańczyła na scenie lub odpowiadała na skargi, dodając sobie tym samym godności”.
W marcu 2004 roku wydała album z nowymi piosenkami autorstwa Nikosa Antypasa i Liny Nikolakopoulou pod tytułem: Αμμος Ητανε (Ammos Itane „To był piasek”). 19 sierpnia tego samego roku Marinella wystąpiła na ceremonii zamknięcia Igrzysk Olimpijskich w 2004 roku, śpiewając ze znanymi greckimi piosenkarzami, takimi jak: Dimitra Galani, Charis Alexiou, Yiannis Parios i Jorgos Dalaras.
W grudniu 2005 roku Marinella wydała nowy album zatytułowany: Τίποτα δεν γίνεται τυχαία (Tipota den ginete tihea „Nic nie jest przypadkowe”), skomponowany przez Giorgosa Theofanousa. Otrzymał on status złotej płyty. Zawiera duety najsłynniejszych, greckich piosenkarzy takich jak: Antonis Remos, Glykeria i Kostas Makedonas.
W roku 2006 Kyriaki udało się wydać dwie kompilacje swojego repertuaru, pierwsza nosi tytuł Στη σκηνή (Sti skini „Na scenie”), która zawiera starsze nagrania na żywo oraz druga składanka pod tytułem: Τα λογια ειναι περιττα – 50 Χρονια τραγουδι [Ta lotia ine perita – 50 chronia tragudi] „Słowa są niepotrzebne – 50 lat piosenki”, komplet który zawiera 8 największych przebojów Marinelli; od początku swojej kariery, aż do współpracy z Kostasem Hatzisem.
Marinella wróciła ponownie do występów publicznych na małych scenach, występując wspólnie z Antonisem Remosem na Arenie ateńskiej w latach 2006–2007 oraz z Yiannisem Pariosem w Studio Diogenis (sezon zimowy, 2008 – 2009) i z Natasą Theodoridou.

## Wszechstronność i autorytet
Chociaż Marinella uważana jest najczęściej za piosenkarkę ludową, jej zakres umiejętności jest dość szeroki i obejmuje wiele gatunków muzycznych, takich jak: folk, laiko, rebetiko (które są tradycyjne dla Grecji), oraz pop, blues, a nawet jazz.
Nazywana „Wielką Damą Piosenki” w Grecji, gdzie darzona jest ogromnym szacunkiem i uznaniem. Jej występy są nieliczne i rzadkie, ponieważ Kyriaki nie lubi dużych scen. Preferuje kameralne występy w klubach wieczorowych, gdzie może śpiewać i dobrze się bawić z publicznością, której jest całkowicie oddana.